# Altes Jagdhaus Looganlage
Das Alte Jagdhaus Looganlage ist eine privat bewirtschaftete Schutzhütte in der Haardt, einem Teil des Pfälzerwaldes. Sie befindet sich nordwestlich der Gemeinde Gimmeldingen. Die Hütte liegt in einer Höhe von 230 m ü. NHN. Sie bietet keine Übernachtungsmöglichkeiten an. Der Name der Hütte leitet sich von der direkten Grenzlage (Loog) zwischen Gimmeldinger und Deidesheimer Wald ab, einer Grenze, die schon seit Jahrhunderten zwischen den Herrschaftsgebieten des Hochstift Speyer und der Kurpfalz oder heute der Gemarkungen zweier Gemeinden besteht.

## Lage
Die Hütte liegt im Gimmeldinger Tal auf der Gemarkung der Stadt Deidesheim. Sie liegt direkt an der Grenze zur Gemarkung Neustadt an der Weinstraße, zu der der untere Teil des Gimmeldinger Tals gehört. Der direkt an der Hütte vorbeifließende Mußbach ist für etwa 200 Meter die Gemarkungsgrenze. Durch das Tal führt eine schmale Fahrstraße als Kreisstraße 15 von Gimmeldingen zum Forsthaus Silbertal. Der Talabschnitt an der Hütte wird durch die Bergmassive des Weinbiets (554 m ü. NHN) im Süden und des Stabenbergs (496 m ü. NHN) im Norden eingerahmt.

## Geschichte

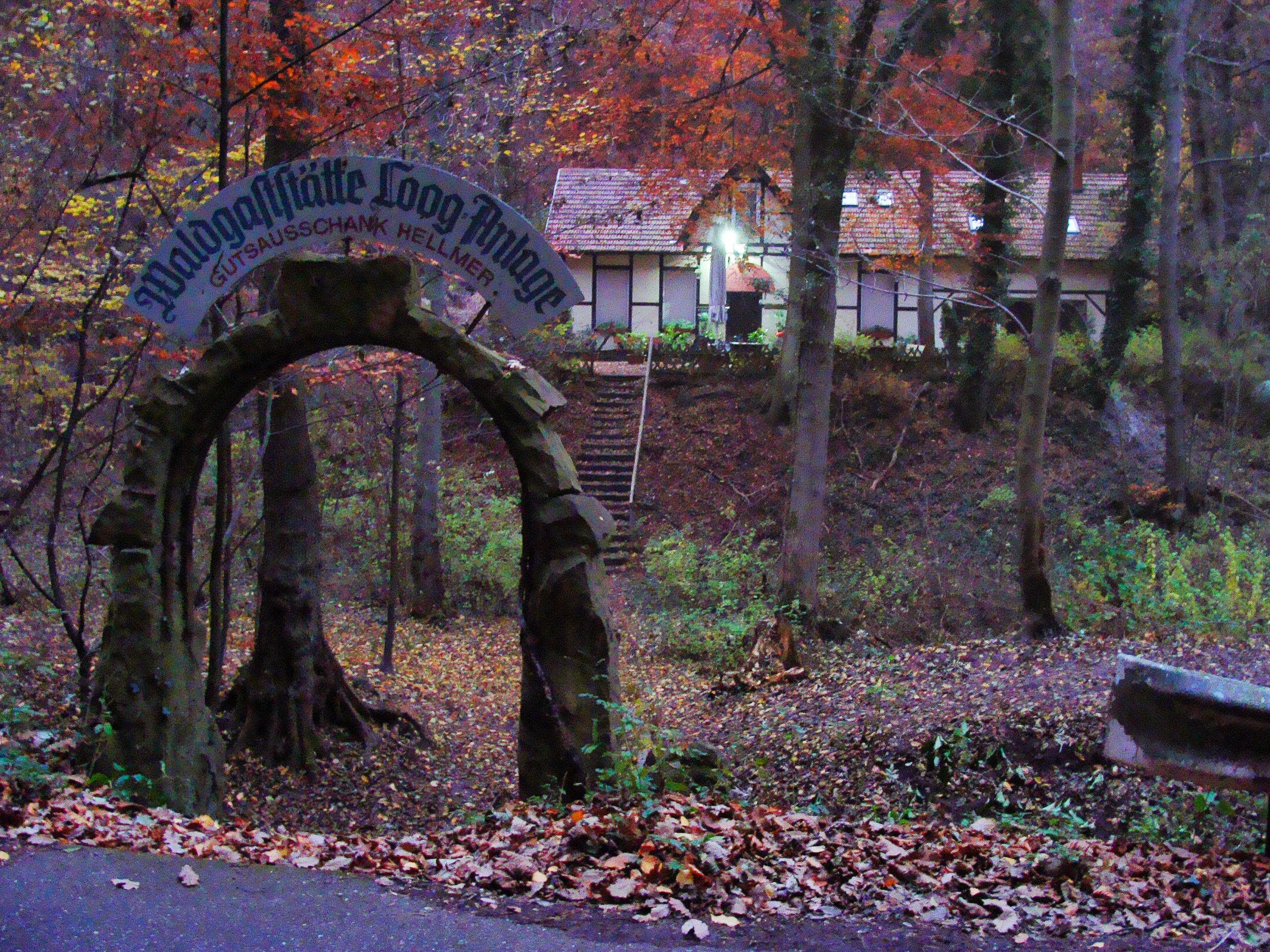

Im Bereich der Looganlage wurde der Mußbach 1883 zum Loogweiher, einem Fischweiher mit einem Fischerhäuschen angestaut, der aus Wasserschutzgründen 1905 wieder beseitigt wurde. Die Ortsgruppe Gimmeldingen des Pfälzerwald-Vereins legte 1912 eine Parkanlage mit Springbrunnen, Treppen und Blumenbeeten an, wo auch 1913 das Gasthaus als „Jagdhaus“ im Fachwerkstil errichtet wurde. Von der Anlage sind heute nur ein steinerner Torbogen, der Damm des Fischweihers und einige Treppen erhalten. Das Areal ist wieder vollständig bewaldet. Mittlerweile ist das Gebäude als Wohnplatz Looganlage ausgewiesen.

## Zugang und Wandern
Die Hütte kann zu Fuß oder per PKW erreicht werden. Parkmöglichkeiten finden sich an der Hütte. Unweit an der Talstraße befindet sich ein Wandererparkplatz. Der Zugang zu Fuß kann über einen gut ausgebauten Wanderweg  entlang des Mußbaches von Süden vom Sportplatz in Gimmeldingen oder von Norden vom Forsthaus Silbertal aus erfolgen. An der Hütte führt der Prädikatswanderweg Pfälzer Weinsteig  vorbei. Über markierte Wanderwege können die Gipfel des Weinbiets mit dem Weinbiethaus und dem Weinbietturm bzw. des Stabenberges mit der Stabenbergwarte erreicht werden. Benachbarte Wanderhütten sind das Forsthaus Benjental, das Forsthaus Silbertal und das Weinbiethaus.